# Государственный комитет по земле и картографии Азербайджана
Государственный Комитет по Земле и Картографии Азербайджанской Республики — орган центральной исполнительной власти, осуществляющей государственный контроль над деятельностью кадастра государственных земель, мониторинга земель, геодезии, топографии, картографии, гравиметрии, земельных реформ, организации рационального использования земельных ресурсов, восстановления и повышения плодотворности земель, регулирования отношений земель-граждан, определения земельных единиц, геодезии и картографии.
Председателем Государственного Комитета по Земле и Картографии Азербайджанской Республики является Гариб Мамедов.
На осуществление картографической деятельности требуется особое разрешение (лицензия) Государственного комитета по Земле и Картографии Азербайджана.

## История
17 июля 1992 года Указом № 54 Президента Азербайджанской Республики был учрежден Государственный комитет по земле. В 2001 году в рамках проводимых в стране структурных реформ Государственный Комитет по Земле и Государственный Комитет по Геодезии и Картографии были ликвидированы. На их базе Указом № 460 Президента Азербайджанской Республики от 18 апреля 2001 года был учрежден Государственный Комитет по Земле и Картографии.
На протяжении 1991—2006 годов выдачей документов, которые подтверждают право собственности на земельные участки, занимался Государственный комитетом по земле и картографии.
В 1996 году началось исполнение всех земельных реформ на территории страны.
В феврале 2015 года состоялась презентация «Национального атласа Азербайджана», инициаторами которой выступили Академия Наук Азербайджанской Республики и Государственный Комитет по Земле и Картографии (ГКЗК).
В феврале 2016 года был подписан Указ Президента Азербайджанской Республики об упразднении Государственного комитета по земле и картографии.

## Деятельность комитета
- Подготовка технических документов для организации государственной регистрации прав собственности на земле
- Обеспечение создания государственно-важных географических сведений
- Проектирование и издание карт на общегеографические, земельные, геоботанические, политически-административные темы, темы научных сведений.
- Осуществление работ по делимитации и демаркации государственных границ Азербайджанской Республики, а также пограничных вод и принадлежащей Азербайджанской Республике части Каспийского моря.

## Структура
Отдел землеустройства и земельных реформ
- Сектор землеустройства
- Сектор земельных реформ

Отдел контроля над использованием земельных ресурсов, работами геодезии и картографии
- Сектор контроля над использованием и защитой земельных ресурсов
- Сектор контроля над деятельностью геодезии и картографии
- Сектор определения границ территориальных единиц

Отдел кадастра и мониторинга земель
- Сектор учёта и мониторинга земель
- Сектор организации земельного рынка
- Сектор регистрации юридических документов
- Сектор фонда кадастра государственных земель

Отдел топографии, геодезии и картографии
- Сектор топографии
- Сектор экспертизы
- Сектор картографии

Отдел экономики, финансов и бухгалтерии
- Сектор бухгалтерского учёта
- Сектор экономического планирования
- Сектор хозяйственного обеспечения

## Предприятия
ГКЗК подчиняется несколько предприятий:
1. Государственный Проектный Институт по землеустройству был создан согласно решению № 145 Совета Министров Азербайджанской Советской Социалистической Республики от 4 апреля 1968 года при Министерстве Сельского Хозяйства. Указом № 227 Президента Азербайджанской Республики — Гейдара Алиева от 21 октября 1992 года Государственный Проектный Институт по землеустройству был передан в подчинение ГКЗК. Устав Института был официально зарегистрирован в 1994 году согласно решению № 442 Коллегии Министерства Юстиции Азербайджанской Республики. Повторная регистрация Устава прошла в 1999 и 2002 годах. Законодательную базу Проектного Института составляют Конституция, законы, указы и распоряжения Президента, решения и распоряжения Кабинета, приказы, распоряжения, Государственного комитета по Земле и картографии и его Устав.[13]
2. Научно-Производственный центр Государственного Земельного кадастра и мониторинга Государственного комитета по Земле и картографии Азербайджанской Республики был передан в подчинение Государственного ГКЗК указом № 576 Президента Азербайджанской Республики. Устав Центра был зарегистрирован в 1999 году. Законодательную базу Научно-Производственного центра составляют Конституция, законы, указы и распоряжения Президента, решения и распоряжения Кабинета, приказы, распоряжения, Государственного комитета по Земле и картографии и его Устав.[13]
3. В 2001 году были ликвидированы Государственный комитет по геодезии и картографии Азербайджанской Республики и Государственный комитет по Земле.[14] На базе вышеуказанных комитетов был учреждён Государственный комитет по Земле и картографии. Указом № 576 Президента Республики в 2001 году Государственное Аэрогеодезическое предприятие было включено в состав ГКЗК. Данное предприятие было создано на основе предприятия № 16, которое функционировало при Совете Министров СССР. Законодательную базу Аэрогеодезического предприятия составляют Конституция, Законы, указы и распоряжения Президента, решения и распоряжения Кабинета Министров, приказы, распоряжения ГКЗК и Устава. Свою деятельность предприятие ведёт на основе Закона «О Геодезии и Картографии».[13]
4. Бакинская Картографическая Фабрика Государственного Комитета по Земле и Картографии Азербайджанской Республики была передана в подчинение ГКЗК Указом № 576 Президента Азербайджана. Фабрика была учреждена на основе Министерства Юстиции Азербайджанской Республики. Законодательную базу Фабрики составляют Конституция, законы страны, указы и распоряжения Президента, решения и распоряжения Кабинета Министров, приказы, распоряжения ГКЗК и Положение.[13]

## Сотрудничество
В 1992 году был учреждён Межгосударственный совет по геодезии, картографии, кадастру и дистанционному зондированию Земли. Членами совета являются страны: Азербайджан, Армения, Беларусь, Казахстан, Киргизия, Молдова, Российская Федерация, Таджикистан и Узбекистан.
На данный момент Государственный Комитет по Земле и Картографии Азербайджана сотрудничает с аналогичными организациями таких государств, как Украина, Российская Федерация (соглашение 1995 года), Республика Беларусь (соглашения о сотрудничестве в 2004 и 2017 годах), Республика Молдова (соглашение 2007 года), Казахстан, Дагестан, Узбекистан (соглашение 1999 года), Таджикистан и так далее.